# Ovijektor
Der Ovijektor (ovijector, von lateinisch ovum ‚Ei‘ und iacere auswerfen) ist ein bei vielen Fadenwürmern ausgebildetes weibliches Geschlechtsorgan. Der meist paarige Gang stellt die Verbindung zwischen Uterus und Vulva her und dient dem Transport der Eier, bei lebendgebärenden Nematoden der ersten Larven.
Das Organ muss dabei den Ausstoß der Fortpflanzungsstadien realisieren, ohne das Hydroskelett des Fadenwurms zu beeinträchtigen. Der Ovijektor ist von einer inneren Kutikula ausgekleidet. Diese ist von einer hypodermalen Lage und einer Ringmuskelschicht umgeben. Die Muskelschicht vollzieht bei Spulwürmern eine Peristaltik, bei anderen Arten wie Caenorhabditis elegans werden die Eier nur in Inaktivitätsphasen oder bei modifizierter Bewegung abgegeben. Der Ovijektor ist von einem Nervengeflecht umgeben, welches die Steuerung realisiert, und das mit dem ventralen Nervenstrang in Verbindung steht. Eine Reihe von Neurotransmittern wie Serotonin, Acetylcholin und Octopamin sind bei Fadenwürmern nachgewiesen.
Bei einigen Fadenwürmern wie den Trichostrongyliden ist der Ovijektor ein komplex aufgebautes System aus Trichter (Infundibulum), zwei Schließmuskeln (Spinkter), Vorhof (Vestibulum) und Vagina.